# انحصار الکل

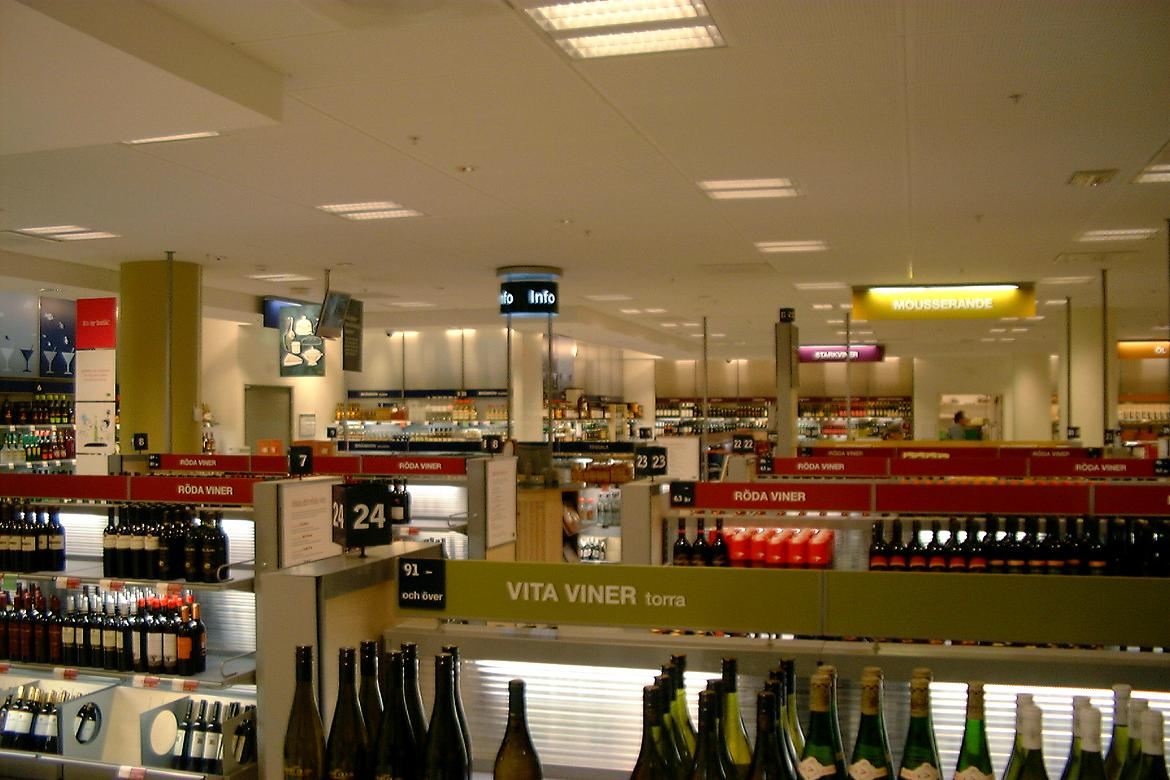
داخل شعبه‌ای از انحصار الکل سوئد، سیستیمبولاگت، در سودرتلیه

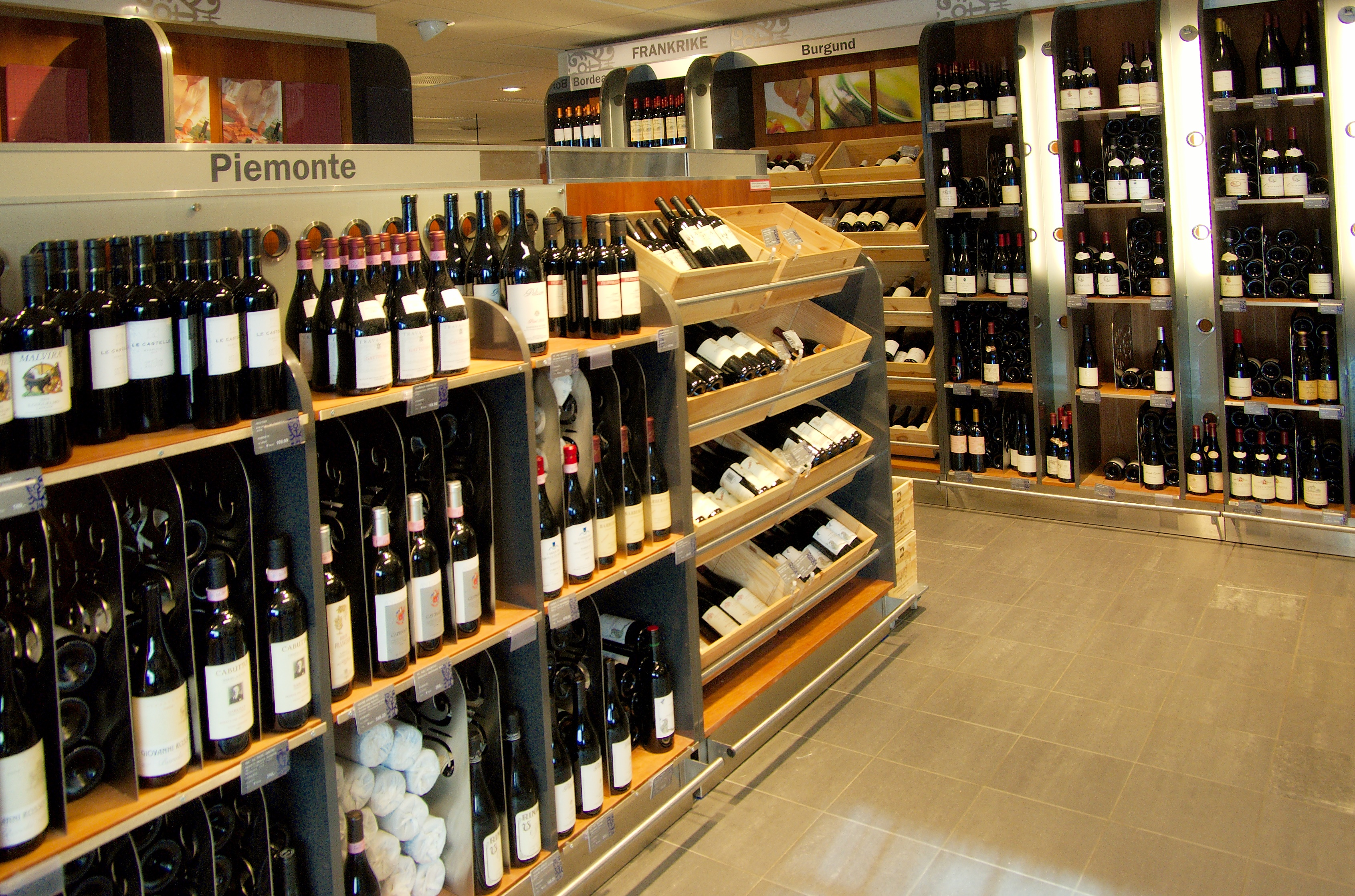
داخل فروشگاه نروژی وینمونوپوله فروگنر

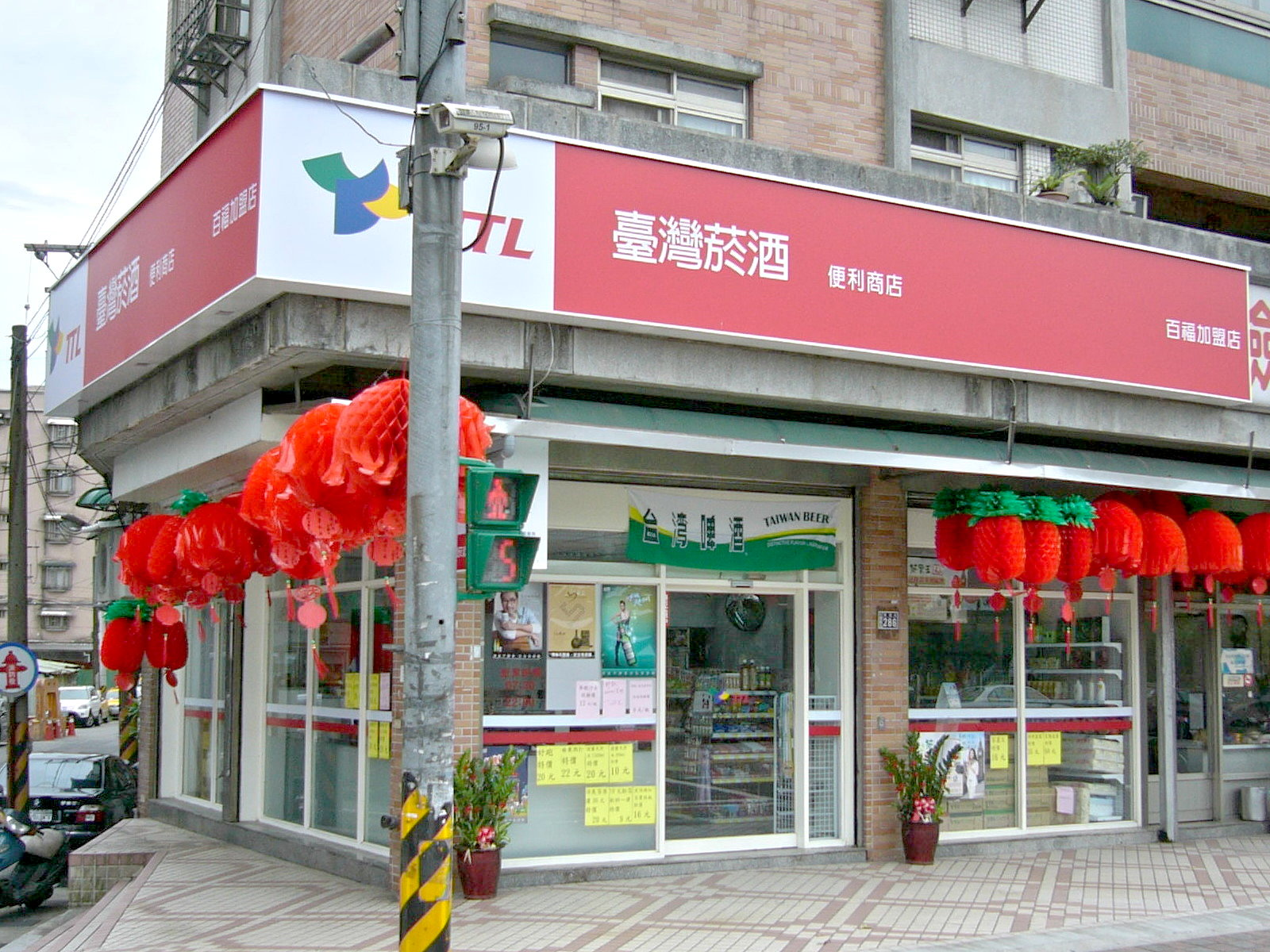
یک فروشگاه رفاه TTL در کیلونگ، تایوان

انحصار الکل (انگلیسی: Alcohol monopoly) یک انحصار دولتی در تولید و/یا خرده‌فروشی برخی یا همه نوشیدنی الکلی، مانند آبجو، شراب و نوشیدنی الکلی تقطیری. می‌توان از آن به عنوان جایگزینی برای ممنوعیت الکل استفاده کرد. آنها در همه کشورهای نوردیک به جز دانمارک (فقط در جزایر فارو) و در همه استان‌ها و قلمروهای کانادا به جز آلبرتا (که در سال ۱۹۹۳ انحصار آن را خصوصی کرد) وجود دارند. در ایالات متحده آمریکا، برخی ایالت‌های کنترل نوشیدنی‌های الکلی وجود دارند که در آنها عمده‌فروشی الکل توسط یک عملیات دولتی ایالتی کنترل می‌شود و خرده‌فروشی توسط خرده‌فروشان ایالتی یا خصوصی ارائه می‌شود.
همچنین بین سال‌های ۱۹۴۷ تا ۲۰۰۲، یک انحصار الکل در تایوان وجود داشت که منحصراً، برخلاف کشورهای نوردیک، کانادا و ایالات متحده، در واقع به عنوان نوعی کاهش مصرف الکل عمل نکرد، بلکه صرفاً ادامه سیستمی بود که در دوران حکومت ژاپن بر تایوان برقرار شده بود. بازار تایوان از سال ۱۹۸۷ به تدریج به روی برندهای خارجی باز شد و در سال ۲۰۰۲، سالی که تایوان به سازمان تجارت جهانی پذیرفته شد، آزادسازی کامل صورت گرفت.

## تاریخچه
انحصار الکل در سال ۱۸۵۰ در شهر فالون سوئد ایجاد شد تا از مصرف بیش از حد جلوگیری شود و انگیزه سود برای فروش الکل کاهش یابد. بعداً در سال ۱۹۰۵، زمانی که پارلمان سوئد دستور داد تمام فروش ودکا از طریق انحصارات محلی الکل انجام شود، در سراسر کشور گسترش یافت. در سال ۱۸۹۴، امپراتوری روسیه انحصار دولتی ودکا را برقرار کرد که به منبع اصلی درآمد دولت روسیه تبدیل شد.
پس از ممنوعیت الکل در نروژ در سال ۱۹۱۹، کشورهای تولیدکننده شراب خواستار سیاستی واکنشی در مورد کالاهای صادراتی از نروژ شدند و وینمونوپوله در سال ۱۹۲۲، در پاسخ به توافقی با فرانسه تأسیس شد که به نروژی‌ها اجازه می‌داد هر نوع شرابی را که می‌خواهند، خریداری کنند. هنگامی که ممنوعیت شراب غنی‌شده در سال ۱۹۲۳ و مشروبات الکلی در سال ۱۹۲۶ لغو شد، وینمونوپوله فروش این کالاها را نیز بر عهده گرفت.
برخلاف اکثر همسایگان شمالی خود، دانمارک هرگز دوره‌ای از ممنوعیت الکل یا انحصار دولتی الکل را تجربه نکرده است که منجر به قوانین نسبتاً لیبرال الکل و فرهنگ نوشیدن آن شده است. با این حال، جزایر فارو، که اکنون یک کشور تشکیل دهنده پادشاهی دانمارک است اما در آن زمان یکی از شهرستان‌های دانمارک بود، در سال ۱۹۰۸ پس از همه‌پرسی که سال قبل برگزار شد، ممنوعیت الکل را تصویب کرد. با این حال، مردم فارو پس از سال ۱۹۲۸ اجازه داشتند مقادیر بسیار محدودی الکل را از دانمارک برای مصرف شخصی وارد کنند و پس از همه‌پرسی برای لغو ممنوعیت در جزایر فارو در سال ۱۹۷۳ شکست خورد، جزایر فارو سرانجام در سال ۱۹۹۲ با تأسیس انحصار الکل روستراکاسوال لاندسینس (فروشنده نوشیدنی روسی کشور) در همان سال، ممنوعیت الکل را لغو کردند.
در استونی، زمانی که این کشور بخشی از امپراتوری روسیه بود، انحصار ودکای امپراتوری روسیه که در بالا به آن اشاره شد تا ۴ سپتامبر ۱۹۱۴ برقرار بود، زمانی که ممنوعیت الکل به دلیل جنگ جهانی اول وضع شد. این ممنوعیت تقریباً تا سال ۱۹۱۷ به صورت دفاکتو و تا پایان جنگ جهانی اول در سال بعد به صورت دوژور ادامه داشت. ممنوعیت الکل از ۳۰ دسامبر ۱۹۱۸ تا بهار ۱۹۱۹ در طول جنگ استقلال استونی دوباره اعمال شد. در نتیجه تحولات اجتماعی در طول دوره‌های مذکور، دولت استونی، به عنوان جایگزینی برای ممنوعیت کامل، تصمیم گرفت در ۱ ژوئیه ۱۹۲۰ «tšekisüsteem» را وضع کند که به شهرداری‌های منفرد اجازه می‌داد فروش و توزیع نوشیدنی‌های الکلی را کنترل کنند، در حالی که پایتخت تالین علاوه بر این به ۲۵ رستوران مجلل نیز اجازه فروش الکل را می‌داد. استونی در ۳۱ دسامبر ۱۹۲۵ قانون «tšekisüsteem» را لغو کرد و فروش خرده‌فروشی تمام نوشیدنی‌های الکلی از روز بعد آغاز شد.
در لتونی، مشابه استونی، انحصار دولتی در تولید ودکا (لتونیایی: valsts degvīna monopols) از ۳ آوریل ۱۹۲۰ تا زمان اشغال لتونی توسط شوروی در سال ۱۹۴۰ وجود داشت. از سال ۱۹۲۲ تا ۱۹۳۰، انحصار ارواح از ۱۲٫۷٪ تا ۱۸٫۴٪ از درآمد دولت را تضمین کرد.
در بریتانیا، فروش و توزیع الکل در کارلایل، گرتنا، کرومارتی فرث و انفیلد تاون به عنوان بخشی از طرح مدیریت دولتی ملی شدند تا میزان مستی کارگران کارخانه‌های تسلیحاتی مجاور در طول جنگ جهانی اول کاهش یابد. طرح انفیلد در سال ۱۹۲۱ پایان یافت و طرح‌های باقیمانده در سال ۱۹۷۳ با خصوصی‌سازی به پایان رسیدند.
شرکت دخانیات و مشروبات الکلی تایوان نواده امروزی یک آژانس دولتی است که در ابتدا در زمان حکومت ژاپن در سال ۱۹۰۱ تأسیس شد و مسئول تمام مشروبات الکلی و محصولات تنباکو در تایوان و همچنین تریاک، نمک و کافور بود. در سال ۱۹۲۲، این آژانس فروش آبجوی تاکاساگو را از طریق شرکت آبجوی مالت تاکاساگو آغاز کرد که متعاقباً در سال ۱۹۴۶ به آبجوی تایوان تغییر نام داد. پس از پایان جنگ جهانی دوم در سال ۱۹۴۵، کومینتانگ که در حال ظهور بود، سیستم انحصار الکل و دخانیات را حفظ کرد و تولید آبجو را به دفتر انحصار استانی تایوان واگذار کرد که سال بعد به دفتر انحصار دخانیات و شراب تایوان تغییر نام داد. این دفتر تا زمان آزادسازی بازار الکل تایوان بین سال‌های ۱۹۸۷ تا ۲۰۰۲، انحصار تمام محصولات الکلی و دخانیات فروخته شده در تایوان را در اختیار داشت و پس از آن توسط شرکت دولتی دخانیات و مشروبات الکلی تایوان که امروزه با بسیاری از برندهای خارجی رقابت می‌کند، جایگزین شد.
شرکت بازاریابی ایالتی تامیل نادو (TASMAC) شرکتی متعلق به دولت تامیل نادو است که انحصار فروش عمده و خرده نوشیدنی‌های الکلی در ایالت هند تامیل نادو را در اختیار دارد. این شرکت تجارت مشروبات الکلی خارجی ساخت هند (IMFL) را در این ایالت کنترل می‌کند. عملکرد مشابهی نیز توسط شرکت نوشیدنی‌های ایالتی کرالا (BEVCO) در ایالت هند کرالا انجام می‌شود.

## مثال‌ها

### کانادا
- شرکت‌های دولتی مشروبات الکلی— کانادا
  - شعبه توزیع مشروبات الکلی بی‌سی— بریتیش کلمبیا
  - شرکت مشروبات الکلی و بخت‌آزمایی مانیتوبا— منیتوبا
  - شرکت مشروبات الکلی نیوبرانزویک— نیوبرانزویک
  - شرکت مشروبات الکلی نیوفاندلند و لابرادور— نیوفاندلند و لابرادور
  - کمیسیون مشروبات الکلی سرزمین‌های شمال غربی— قلمروهای شمال غربی
  - شرکت مشروبات الکلی نوا اسکوشیا— نوا اسکوشیا
  - کمیسیون مشروبات الکلی و حشیش نوناووت— نوناووت
  - هیئت کنترل مشروبات الکلی انتاریو— انتاریو
  - کمیسیون کنترل مشروبات الکلی جزیره پرنس ادوارد— جزیره پرنس ادوارد
  - انجمن الکل کبک— استان کبک
  - اداره مشروبات الکلی و بازی ساسکاچوان — ساسکاچوان
  - شرکت مشروبات الکلی یوکان— یوکان

### هند
- شرکت نوشیدنی‌های ایالتی کرالا— کرالا هند
- شرکت بازاریابی ایالتی تامیل نادو— تامیل نادو، هند

### خاورمیانه
- شرکت توزیع قطر – قطر
- تکِل — ترکیه

### کشورهای شمال اروپا
تمام کشورهای شمال اروپا به جز دانمارک انحصار دولتی بر فروش الکل قوی دارند. *روستراکاسوال لاندسینس– جزایر فارو (۱۹۹۲–)
- الکو کورپوریشن– فنلاند (۱۹۳۲–)
- وینبولین– ایسلند (۱۹۶۱–)
- وینمونوپوله– نروژ (۱۹۲۲–)
- سیستیمبولاگت– سوئد (۱۹۵۵–)

### ایالات متحده

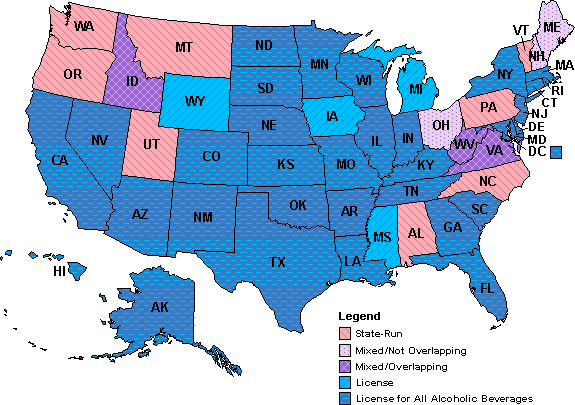
سیستم‌های توزیع خرده‌فروشی الکل در ایالات متحده از ۱ ژانویه ۲۰۰۷

- انجمن کنترل ملی نوشیدنی‌های الکلی آمریکا— ایالات متحده
  - کمیسیون مشروبات الکلی و حشیش اورگان— اورگان
  - هیئت کنترل مشروبات الکلی پنسیلوانیا— پنسیلوانیا